# Urlați
Urlaţi é uma cidade da Romênia com 11.858 habitantes, localizada no judeţ (distrito) de Prahova.